# قانون المياه النظيفة
قانون المياه النظيفة (CWA)، هو القانون الفدرالي الرئيسي في الولايات المتحدة الذي يحكم تلوث المياه، ويهدف إلى استعادة السلامة الكيميائية والفيزيائية والبيولوجية لمياه الأمة والحفاظ عليها؛ بالإضافة للاعتراف بمسؤوليات الولايات اتجاه معالجة التلوث وتقديم المساعدة إلى الدول للقيام بذلك، ويتضمن ذلك تمويل أعمال المعالجة التابعة للقطاع العام لتحسين معالجة مياه الصرف الصحي؛ والحفاظ على سلامة المناطق الرطبة.
اعتُبر قانون المياه النظيفة أحد القوانين البيئية الحديثة الأولى والأكثر نفوذاً في الولايات المتحدة. تدير وكالة حماية البيئة الأمريكية (EPA) تشريعاته ولوائحه بشكل أساسي، بالتنسيق مع حكومات الولايات، على الرغم من أن بعضًا من أحكامه، مثل تلك التي تتضمن التعبئة أو الجرف، تُدار من قبل فيلق القوات البرية الأمريكي الهندسي. تُصنف لوائحه التنفيذية وفق المادة 40 من قانون اللوائح الفدرالية إلى الفصول الفرعية دي وإن وأو  (الأجزاء 100-140 و 401-471 و 501-503).
يُسمى القانون من الناحية التقنية، بالقانون الفدرالي لمكافحة تلوث المياه (FAPCA). أُصدر أول قانون فدرالي لمكافحة تلوث المياه في عام 1948، لكنه أخذ شكله العصري عندما أُعيدت صياغته بالكامل في عام 1972 في قانون «تعديلات قانون مكافحة تلوث المياه الفدرالي لعام 1972». أُدخلت تغييرات كبيرة في وقت لاحق من خلال التشريعات المعدلة، بما في ذلك قانون المياه النظيفة لعام 1977 وقانون جودة المياه لعام 1987.
لا يعالج قانون المياه النظيفة تلوث المياه الجوفية بشكل مباشر. تُدرج أحكام حماية المياه الجوفية في قانون مياه الشرب السليمة، وقانون الحفاظ على الموارد واستعادتها، وقانون الاستجابة البيئية الشاملة.

## الخلفية

### الآثار الصحية لتلوث المياه
لا يمكن أن تتلوث موارد مياه الشرب في المصدر فقط، ولكن أيضًا في نُظم توزيعها. تشمل مصادر تلوث المياه المواد الكيميائية والمعادن الطبيعية (الزرنيخ والرادون واليورانيوم)، وممارسات استخدام الأراضي المحلية (الأسمدة والمبيدات الحشرية وعمليات التغذية المركزة)، وعمليات التصنيع وتدفقات مياه الصرف الصحي أو انبعاثات المياه العادمة. تُعد أمراض الجهاز الهضمي، ومشاكل التكاثر، والاضطرابات العصبية بعض الأمثلة على الآثار الصحية لتلوث المياه. قد يكون الرُضع، والأطفال الصغار، والنساء الحوامل، وكبار السن، والأشخاص الذين تتعرض أجهزة المناعة لديهم للخطر بسبب الإيدز أو العلاج الكيميائي أو الأدوية المُطعمة، معرضين بشكل خاص للمرض من بعض الملوثات.

#### الأمراض المعدية المعوية
تشمل اضطرابات الجهاز الهضمي حالات مثل الإمساك ومتلازمة القولون العصبي والبواسير والشقوق الشرجية وخراجات الشرج والناسور الشرجي والتهابات حول الشرج وأمراض الرتج والتهاب القولون والأورام الحميدة في القولون والسرطان. عمومًا، يعد الأطفال وكبار السن الأكثر عرضة للإصابة بأمراض الجهاز الهضمي. في دراسة استقصائية عن العلاقة بين نوعية مياه الشرب وأمراض الجهاز الهضمي لدى كبار السن في فيلادلفيا، وجد العلماء أن جودة المياه 9 إلى 11 يومًا قبل الزيارة ارتبطت سلبًا بدخول المرضى إلى المستشفى لإصابتهم بالأمراض المعدية المعوية، مع زيادة في مجال الشرائح العكورة الربعية التي ارتبطت بزيادة قدرها 9%. كانت هذه الصلة أقوى لدى الأشخاص الذين تزيد أعمارهم عن 75 عامًا مقارنة بالأفراد الذين تتراوح أعمارهم بين 65 و74 عامًا. يشكل هذا المثال انعكاسًا صغيرًا عن سكان الولايات المتحدة تحت خطر الإصابة بالأمراض المعدية المعوية التي تنقلها المياه في ظل ممارسات معالجة المياه الحالية.

#### مشاكل الإنجاب
تشير المشاكل الإنجابية إلى أي مرض يصيب الجهاز التناسلي. يقوي بحث جديد أجرته جامعة برونيل وجامعة إكستر، العلاقة بين تلوث المياه وارتفاع مشاكل خصوبة الرجال. حددت الدراسة مجموعة من المواد الكيميائية التي تعمل بمثابة مضادات للهرمونات الذكرية في المياه الملوثة، والتي تمنع وظيفة هرمون الذكورة، التيستوستيرون، ما يقلل من خصوبة الذكور.

#### الاضطرابات العصبية
تشكل الاضطرابات العصبية أمراض الدماغ والعمود الفقري والأعصاب التي تربطها. وجدت دراسة جديدة شملت أكثر من 700 شخص في سنترال فالي في كاليفورنيا، ارتفاع خطر الإصابة بمرض باركنسون عند الأفراد الذين يستهلكون مياه الآبار الملوثة. ارتفعت نسبة الخط إلى ما يزيد عن 90% عند الأفراد الذين يسكنون إلى جانب آبار قريبة من الحقول التي تُرش بمبيدات حشرية مستخدمة على نطاق واسع، على عكس تمديدات مياه المدن الكبيرة، إذ إن الآبار الخاصة لا تكون في الغالب خاضعة للرقابة ولمراقبة الملوثات. يوجد الكثير من الآبار الضحلة يقل عمقها عن 20 ياردة، لذا يمكن أن تتدفق بعض المواد الكيميائية المستخدمة لقتل الآفات والأعشاب الضارة في المحاصيل، إلى المياه الجوفية. لذلك، من المحتمل أن تحتوي الآبار الخاصة على مبيدات حشرية تهاجم الأدمغة في طور نمو (تصل إلى الرحم أو تصيب الرضيع)، ما يؤدي إلى أمراض عصبية في وقت لاحق من الحياة. تشير دراسة أجراها أستاذ علم الأوبئة في جامعة كاليفورنيا بيات ريتز إلى أن المشخصين بمرض باركنسون كانوا الأقرب احتمالًا لاستهلاك مياه الآبار الخاصة، وفاق استهلاكهم تقديريًا مدّة 4.3 سنوات بالمقارنة مع استهلاك غير المصابين بالمرض.

## حفظ الماء
يُغطي قانون المياه النظيفة جميع أنماط الماء بصلة بارزة مع المياه القابلة للملاحة، ومع ذلك، فإن عبارة «صلة بارزة» تبقى فضفاضة للتفسير القضائي ويدور حولها جدل كبير. يستخدم قانون عام 1972 بتكرار مصطلح «المياه الصالحة للملاحة» ولكنه يُعرّف أيضًا مصطلح «مياه الولايات المتحدة، مضمّنًا فيها البحار الإقليمية». تضمنت بعض اللوائح التي تفسر قانون 1972 معالم مائية مثل الجداول المتقطعة وبحيرات بلايا ومنطقة مرج بوثول والأراضي الموحلة والمناطق الرطبة بأنها «مياه الولايات المتحدة». في عام 2006، رأى الأغلبية في مجلس محكمة الولايات المتحدة الأمريكية العليا في ما يخص قضية رابانوس ضد الولايات المتحدة، أن مصطلح «مياه الولايات المتحدة» لا يشمل سوى تلك المعالم الدائمة نسبيًا التي تضم الأشكال مستمرة التدفق لتشكل معالم جغرافية توصف في اللغة العادية بالـ«تيارات والمحيطات والأنهار والبحيرات».